# Тандефельт
Тандефельт (фин. Tandefelt) — баронский род.

## Происхождение и история рода
Высочайшим указом, от 6 / 18 июля 1809 года, президент Абосского гофгерихта Адольф Оттонович Тандефельт возведен, с нисходящим его потомством, в баронское достоинство Великого Княжества Финляндского. Высочайшим указом, от июня 1811 года, баронское достоинство распространено на его племянника протонотариуса Абосского гофгерихта, камер-юнкера Адольфа-Фридриха Оттоновича Тандефельта.
Род их внесен, 5 / 17 сентября 1818 и 17 / 29 ноября 1820 годов, в матрикул Рыцарского Дома Великого Княжества Финляндского, в число родов баронских, под № 26.

## Описание герба
Герб дворян Тандефельт: щит разделён горизонтально на два поля; в верхнем, голубом, три серебряных зуба; в нижнем, чёрном, три серебряных шара.
На щите — дворянский шлем. На нём — подушка голубая, серебряная и чёрная. Нашлемник: выходящие в каждую сторону по два знамени, чёрное и голубое, и между ними стоит, остриём вверх, серебряный меч с золотой рукояткой. Намёт на щите серебряный, подложенный голубым и чёрным.